# La bruttina stagionata (romanzo)
La bruttina stagionata è un romanzo del 1992 della scrittrice italiana Carmen Covito.
Il romanzo ha vinto nel 1993 il Premio Rapallo-Carige Opera Prima  e il Premio Bancarella. È stato tradotto in tedesco, francese, spagnolo. 

## Trama
Marilina Labruna è una quarantenne di aspetto non avvenente, piccola e grassoccia. Laureata in lettere, ha rinunciato all'insegnamento per paura del confronto con gli studenti e vive scrivendo tesi per conto di laureandi che non vogliono addossarsi questa incombenza.
Marilina, che vive e lavora in un piccolo e semplice appartamento, ha un rapporto conflittuale con la madre Ersilia, che partecipa a sedute spiritiche in cui una sedicente medium, Pucci, le fa credere di potersi mettere in contatto col marito defunto, che ha abbandonato lei e Marilina molti anni prima di morire. Il rapporto con la madre si interrompe poi del tutto per questioni di eredità. 
Marilina ha avuto una sola relazione stabile con Ernesto, compagno di università da cui si è poi separata. In seguito ha intrecciato una relazione segreta con Pietro, un disoccupato molto più giovane di lei conosciuto tramite un giornale di annunci, al quale fa costosi regali. Il rapporto con Pietro entra in crisi quando Pietro e Marilina, su invito di Olimpia (un'amica di Marilina che ha sposato un ragazzo di cui Marilina era invaghita, ma da cui poi ha divorziato), partecipano ad una conferenza sulla depressione, in cui Pietro conosce una giovane ragazza con cui inizia una relazione; questo porta anche alla rottura del rapporto con Olimpia, praticamente l'unica amica di Marilina. 
Marilina ottiene un buon successo lavorativo con Algida musa, una tesi sulla presenza del gelato nella letteratura, commissionata da Giandomenico (Nicky) Accardi, figlio di facoltosi industriali, che viene successivamente trasformata in lussuoso libro da regalare ai clienti. 
Dopo la rottura con Pietro, Marilina comincia ad essere perseguitata da misteriose telefonate mute, tre al giorno, che si ripetono regolarmente. In seguito Marilina riuscirà a capire che i tre misteriosi chiamanti sono proprio la madre, Pietro e Nicky.
Il rapporto con la madre si ricompone quando Ersilia e Pucci decidono di partire per un viaggio e Pucci, in preda a una finta trance, le promette che riavrà il denaro che le spetta.
Marilina indaga sulla vita di Pietro, di cui sa molto poco, e scopre (intrufolandosi in casa sua mentre lui è fuori e fingendosi giornalista) che vive in una strana famiglia insieme alla madre, che lavora come maga e fattucchiera, e al patrigno, un sacerdote mancato che spesso, fingendosi amico di Pietro, ha facilitato gli incontri con Marilina.
Nicky, invaghitosi di Marilina, la invita nella sua lussuosa villa e la coinvolge in un rapporto di sesso a tre a cui partecipa anche Enzo, amico di lunga data di Nicky e commesso di un sexy shop che Marilina, dopo la rottura con Pietro, aveva frequentato in cerca di giocattoli sessuali. Nicky vorrebbe continuare la relazione con Marilina e la corteggia insistentemente con fiori e gioielli, ma lei infine lo respinge definitivamente.

## Opere derivate
- Nel 1994 Ira Rubini trasse dal romanzo un monologo teatrale interpretato da Gabriella Franchini e affidato alla regia di Franca Valeri.[6][7]
- Nel 1996 uscì al cinema il film omonimo sceneggiato e diretto da Anna Di Francisca, e interpretato da Carla Signoris.[8][9]

## Edizioni
- Carmen Covito, La bruttina stagionata, postfazione di Ada Neiger, Milano, Bompiani, 1992.
- Carmen Covito, La bruttina stagionata, prefazione di Natalia Aspesi, Milano, Bompiani, 1992.
- Carmen Covito, La bruttina stagionata, Milano, Superpocket, 1997.
- Carmen Covito, La bruttina stagionata, Milano, Mondadori, 2016.